# Michael Faust (Kameramann)
Michael Faust (* 30. Dezember 1941) ist ein deutscher Kameramann und Filmregisseur.

## Leben
Michael Faust machte seine Grundausbildung und erste Kameraassistenz beim Saarländischen Rundfunk in den 1970er Jahren. Es folgten zahlreiche Einsätze als Kameramann für Fernsehserien und Filme. Ab 2003 wurde er auch als Regisseur für Fernsehserien tätig.

## Filmografie (Auswahl)

### Kameramann
- 1979: Tatort: 30 Liter Super
- 1980: Tatort: Tote reisen nicht umsonst
- 1981: Schuld sind nur die Frauen
- 1984: Die Rückkehr der Zeitmaschine
- 1989: Zwei Münchner in Hamburg (Fernsehserie, 13 Folgen)
- 1991: Tatort: Der Fall Schimanski
- 1994–1998: Rosamunde Pilcher (Fernsehreihe, 7 Folgen)
- 1996: Mein Freund Joe (My Friend Joe)
- 1997–1999: Das Amt (Fernsehserie, 20 Folgen)
- 2001: Ein starkes Team: Lug und Trug
- 2001: Tatort: Kalte Wut
- 2001: Die Braut meines Freundes
- 2001–2003: Mein Leben & Ich (Fernsehserie, 9 Folgen)
- 2002: Tatort: Zahltag
- 2002: Ein starkes Team: Der Mann, den ich hasse
- 2002: Tatort: Schatten
- 2003: Ein starkes Team: Kollege Mörder
- 2004: Die Kinder meiner Braut
- 2004: Tatort: Verraten und verkauft
- 2005: Ein starkes Team: Lebende Ziele
- 2005: Der Staatsanwalt: Henkersmahlzeit
- 2005–2007: Der Staatsanwalt (Fernsehserie, 6 Folgen)
- 2006: Die Frau des Heimkehrers
- 2007: Der Staatsanwalt: Glückskinder
- 2008: Lutter: Blutsbande
- 2015: Wintersreise (Kurzfilm)

### Regisseur
- 2003–2004: Nikola (Fernsehserie, 5 Folgen)
- 2003–2005: Die Camper (Fernsehserie, 19 Folgen)

## Hörspiele (Auswahl)
Sprecher:
- 1957: Dieter Lattmann: Zwischen den Grenzen (Junge) – Regie: Peter Arthur Stiller (Hörspiel – SR)
- 1957: Alfred Neumann: Viele heissen Kain – Regie: Hans Conrad Fischer (Hörspiel – SR)
- 1957: Hans Daiber: Hexen sind nicht totzukriegen – Regie: Theodor Steiner (Hörspiel – SR)
- 1958: Kurt Preis: Das Schundheft (Herbert Bartmann) – Regie: Viktor Lenz (Mundart-Hörspiel – SR)